# Автоматична портална платформа
Автоматична портална платформа (на английски: Automatic platform gate) е система, състояща се от преграда под формата на ограда с различна височина с плъзгащи врати, най-често от стъкло, която не достига до тавана и не изолира напълно станцията от релсовия път. Обикновено височината на тази преграда е само половината от височината на системата с платформени плъзгащи врати. (например на станция „Шин-Накано“), но понякога достига височината на влака (например на станция „Ang Mo Kio MRT“). Автоматичната портална платформа е разположена в края на платформите в метрото за предотвратяване на случайни падания на пътници на релсовия път. Подобно на системата с платформени плъзгащи врати, вратите на станцията се отварят и затварят едновременно с вратите на влака.
Инсталирането на тази система е по-евтино от системата с платформени плъзгащи врати, поради което някои железопътни компании предпочитат тази система при модернизирането на стари станции и оборудването на нови като опция за повишаване на безопасността на железопътните платформи и в същото време без използването на система за климатизация в полза на естествената вентилация. Въпреки това тази система е по-слабо ефективна от системата с платформени плъзгащи врати, тъй като не изолира напълно станцията от релсовия път и не възпрепятства умишленото скачане на хора на релсите.
Тази система е инсталирана за първи път в метрото в Хонконг по линията „Дисниленд“.

## Япония
В Япония автоматичните портални платформи са по-широко разпространени от платформените плъзгащи врати поради по-ниските разходи за модернизирането на вече съществуващи станции и оборудването на нови. В повечето от големите, стари метрополитени, построени основно през ХХ век, като например в Япония и в Европа, модернизирането на станциите, на които първоначално не е предвидена система от типа „хоризонтален асансьор“, струва по-скъпо от инсталирането на тази система на нови, проектирани по съответен начин станции в бързо развиващи се метрополитени като метрото в Сингапур, метрото в Сеул, метрото в Хонконг и др. Като цяло височината на вратите в японските реализации на тази система е по-ниска, отколкото в други държави. Платформите с плъзгащи се врати в Япония се използват само в сравнително млади и нови системи и линии на метрото: метростанция „Хирошима“, линия „Намбоку“ в метрото в Токио (първата в японското метро и единствената в метрото в Токио) и линията „Тозай“ в метрото в Киото.

## България
В софийското метро всички станции от третата линия, както и две от станциите на първа линия („Опълченска“ и Стадион „Васил Левски“) са оборудвани с автоматични портални платформи.